# 江學珠

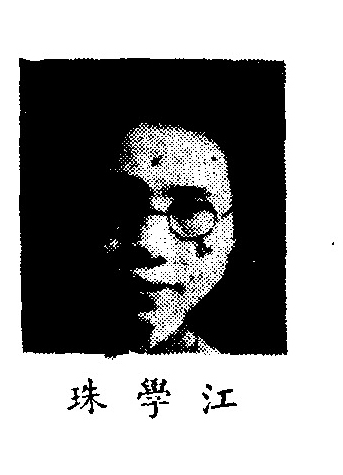

江學珠（1901年—1988年），字龍淵，籍貫浙江嘉善，曾任台灣北一女中校長達22年。

## 生平

### 早年經歷
江學珠生於清光緒二十七年（1901年），7歲入凝溪小學；12歲入嘉善女子師範學校；18歲入國立北京女子師範大學生物地質系。22歲畢業時名列前茅，獲聘至南洋爪哇巴達維亞中華僑校任教。民國14年（1925年）擔任杭州女中訓育主任；民國16年（1927年）任江蘇省立松江女中首屆校長。民國24年（1935年）率師生遷至四川，擔任重慶女師校長；民國34年（1945年）抗戰勝利複掌松江女中，並當選第一屆國民大會代表（教育團體）。

### 赴台辦學
民國38年（1949年）隨國民政府遷至台灣，接掌台灣省立台北第一女子中學(簡稱北一女中)至民國60年（1971年）。在北一女中校長任內，她制定“公、誠、勤、毅”校訓、設計空襲藏身用之深綠色上衣制服、組織樂儀隊，並創下極佳之升學率。
民國47年至51年（1958年至1962年）曾兼任專收東南亞僑生之國立道南中學校長；民國58年（1969年）受蔣宋美齡邀請，兼掌華興中學及育幼院。民國60年（1971年）自北一女中屆齡退休；專辦華興中學及育幼院，曾率領華興中學青少棒隊赴美國參加世界青少棒大賽，榮獲冠軍。

### 辭世
江學珠一生未婚，奉獻教育長達66年，民國77年（1988年）壽終於台灣台北，安葬於臺北縣金山鄉（現新北市金山區）金寶山墓園忠區。